# Elaphria aduncula
Elaphria aduncula är en fjärilsart som beskrevs av Felder 1874. Elaphria aduncula ingår i släktet Elaphria och familjen nattflyn. Inga underarter finns listade i Catalogue of Life.